# Queen's Club

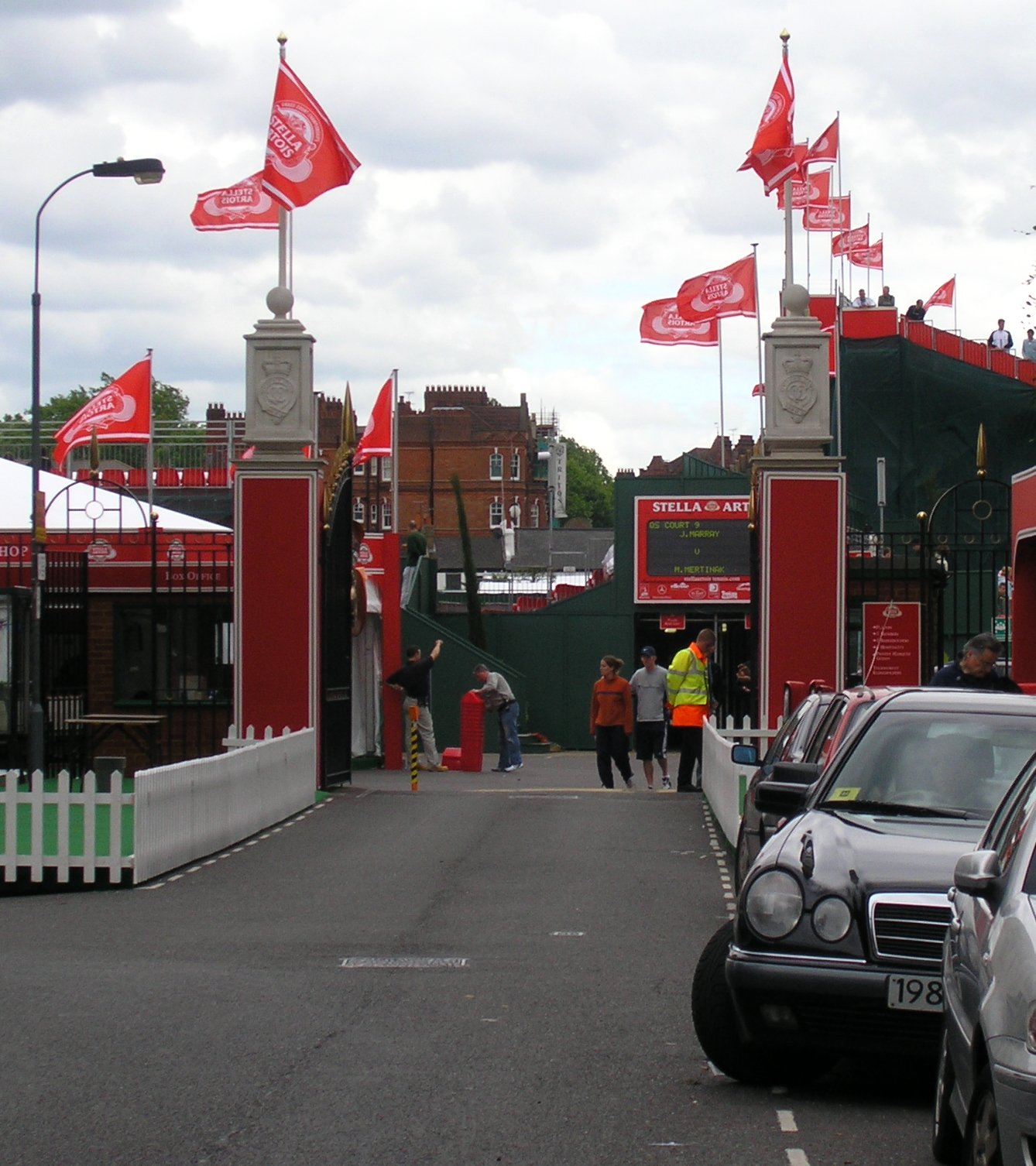
L'entrée du Queen's Club

Le Queen's Club est un club sportif privé situé dans le quartier de West Kensington à Londres.
Premier complexe multisports jamais construit dans le monde, il est connu pour le tournoi de tennis qui s'y déroule chaque année peu avant Wimbledon.

## Description
Le club dispose de 28 courts extérieurs, dont le central qui peut accueillir 6 478 spectateurs, et de 8 courts couverts. On y trouve aussi des courts de squash.

## Historique

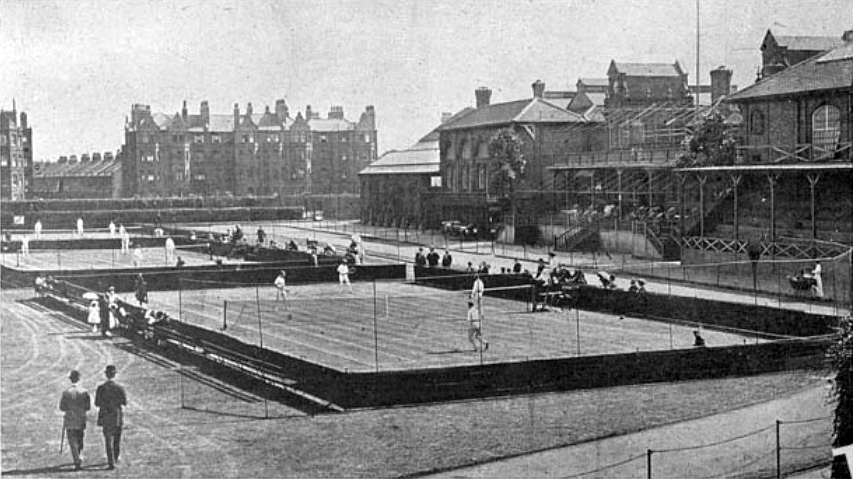
Trois terrains du Queen's Club (avant 1918)

The Queen's Club Limited est fondé le 19 août 1886 par Evan Charteris (en), George Francis et Algernon Grosvener. On y pratique à cette époque de nombreux sports comme l'athlétisme, le cricket, le football, le rugby ou le tennis.
Les épreuves de jeu de paume et de tennis en salle aux Jeux olympiques d'été de 1908 s'y déroulent sur des courts intérieurs en parquet.
Le club de football du Corinthian Football Club possède son terrain au Queen's jusqu'en 1922. Peu à peu le club se recentre sur les sports de raquette comme la paume, le « racket » et bien sûr le tennis.
Pendant la Seconde Guerre mondiale, les installations du club sont utilisées comme terrain d'entraînement militaire. En 1953, le club est acheté par la Lawn Tennis Association qui y installe son siège et en demeure propriétaire jusqu'en 2007, date à laquelle elle le vend à ses adhérents pour la somme de 35 millions de livres.

## Épreuves sportives
Outre le tournoi annuel, le Queen's accueille régulièrement des épreuves de Fed Cup et de Coupe Davis.

## Cinéma
Les scènes de tennis du film Match Point de Woody Allen y ont été tournées.